# Gheorghe Manu (General)

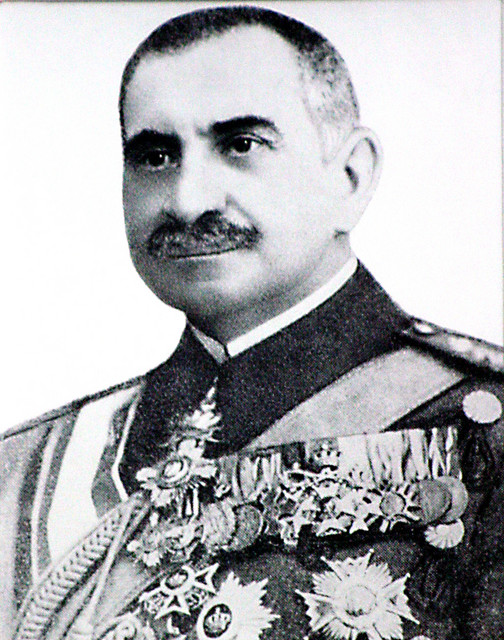
Gheorghe Manu

Gheorghe Manu (* 26. Juli 1833 in Bukarest; † 16. Mai 1911 ebenda) war ein rumänischer General, Politiker und Staatsmann.

## Leben
Der Sohn von Ioan Manu und Ana Manu, geborene Ghika, verließ nach seinem Studium Rumänien. Anschließend studierte er in Preußen an militärischen Akademien in Potsdam und Berlin. Danach wurde er Leutnant in der preußischen Armee. 1858 kehrte Manu nach Rumänien zurück. Nach dem Eintritt in die rumänische Armee war er später verantwortlich für die Organisation der rumänischen Artillerie. Gheorghe Manu war auch politisch sehr aktiv. Er besetzte neben dem Amt des Ministerpräsidenten viele wichtigen Positionen im Staat. Vom 14. Juni 1865 bis 30. Januar 1866 war Gheorghe Manu Finanzminister und vom 14. Juni 1869 bis 17. Dezember 1870 Verteidigungsminister. Anschließend war er von Oktober 1873 bis April 1877 Bürgermeister von Bukarest.
Im Jahr 1877 erhielt der Brigadegeneral im sogenannten rumänischen Unabhängigkeitskrieg den Orden Stern von Rumänien im Rang eines Kommandeurs sowie den „Ordinul Virtutea Militară“. Später wurde Manu erneut vom 12. November 1888 bis 4. November 1889 Kriegsminister und anschließend vom 5. November 1889 bis 15. Februar 1891 Ministerpräsident des Landes. In dieser Zeit war Gheorghe Manu gleichzeitig Landwirtschaftsminister und zweimal Innenminister. Danach war er in der Zeit vom 26. Februar 1892 bis 24. Oktober 1895 Präsident der Abgeordnetenkammer. Nach der Jahrhundertwende wurde Manu noch einmal vom 22. Dezember 1904 bis 11. März 1906 Kriegsminister. Gheorghe Manu verstarb in Bukarest im Alter von 78 Jahren.